# Palmyra (atol)
Atol Palmyra je nenastanjena otočna skupina u tihom oceanu. Zemljopisni položaj je: 5° 52' sjeverne zemljopisne širine i 162° 2' zapadne zemljopisne dužine.

Sastoji se od približno 50 pojedinačnih otoka i ima kopnenu površinu od 11,9 km². 

## Povijest
Od 1898. godine spada pod američki teritorij. Odgovorna ustanova se zove "Office of Insular Affairs". 
Od studenog 2000. godine Palmyra je prirodno zaštićeno područje u vlasništvu organizacije "The Nature Conservancy Staff" (NCS). 

## Promet
Pored morskog pristupa , do atola se može doći i zračnim putem: na sjevernom velikom otoku se nalazi sletište za zrakoplove.

## Stanovništvo i gospodarstvo
Na otoku obično živi između 4 do 20 stanovnika (Stanje: srpanj 2005.) koji su suradnici NCS-a i "US Fish and Wildlife Staff". 
Trenutačno ima samo jednog stanovnika na glavnom otoku.

## Zanimljivosti
Na otoku Palmyra je stanovao negativac Emilio Largo iz James Bond filma "Thunderball".